# Forgiven in Death
Forgiven in Death è un cortometraggio muto del 1911 prodotto, sceneggiato, diretto e interpretato da Gilbert M. 'Broncho Billy' Anderson. Il film venne girato in California.

## Produzione
Il film fu prodotto dall'Essanay Film Manufacturing Company. Venne girato a Santa Monica, California.

## Distribuzione
Distribuito dalla General Film Company, il film - un cortometraggio in una bobina - uscì nelle sale cinematografiche USA il 10 giugno 1911.